# Herb gminy Świdnica (województwo lubuskie)
Herb gminy Świdnica – symbol gminy Świdnica, autorstwa Wojciecha Strzyżewskiego, ustanowiony 10 października 1990.

## Wygląd i symbolika
Herb przedstawia na tarczy w polu zielonym wizerunek dworu z czerwonym dachem, a przed nim tarczę herbową, na której umieszczono czarnego woła na żółto-czerwonym tle (herb rodowy Kittliczów linii śląskiej). 